# Песни (сборник)
«Песни» — сборник группы «ДДТ», вышедший в 2003 году, содержащий песни, ранее изданные в других альбомах, но исполненные полностью заново (кроме 10).

«Почему людям не услышать ещё раз эти песни? Тем более, что мы сделали не то чтобы новые аранжировки, а просто записали их по новой: встали на студии и сыграли их „живьём“. „Белую ночь“, например, мы сделали в совершенно таком „камерном“ варианте, и мне она в этом варианте даже больше понравилась, чем на пластинке. „Церковь“ тоже получилась лучше, на мой взгляд, интереснее, „тоньше“ как-то. Старые песни нами раньше ведь как-то даже не пропевались, а скорее, прокрикивались, а сейчас в них появилась какая-то мудрость. С высоты этих прожитых лет мы отнеслись к ним достаточно бережно — что-то изменили, что-то не очень.»— Ю. Шевчук, интервью Звуки.ру 08.10.2002

## О создании
Композиции стали саундтреком для сериала «Ледниковый период». Юрий Шевчук: «Песни мы специально не писали для этого фильма, выбраны именно старые, но в другом звучании. На самом деле, переписать их мы сами предложили ОРТ-шникам для того, чтобы стилистически они как-то звучали в одном ключе, потому что „Белая ночь“ — с одного альбома, „Ты не один“ — с другого, „Расстреляли рассветами“ — с третьего. А тут все было исполнено стилистически „в одной манере речи“, и получился такой альбом.
Правда, есть одна новая песня „Осенняя“, которая и идёт таким рекламным клипом этого сериала и нашего альбома — то есть точка соприкосновения. Поэтому ничего плохого в том, что на неё сняли клип для ОРТ, я не вижу. Мы это все тщательно проанализировали, и постыдного в этом не увидели. Я уже говорил о том, что народ в основной своей массе знает только две-три песни „ДДТ“ — „Что такое осень“, „Еду я на Родину“ да „Не стреляй“. А тут, я надеюсь, он услышит ещё 8 песен.
Просто кинематографисты выбрали то, что им понравилось, легло на душу, и попросили разрешения на их использование. Мы не возражали. На заказ я не пишу — не умею. В случае с „Ледниковым периодом“ ДДТ пошёл на уступки по причине прозаичной. В то время мы выпускали альбом „Единочество“ на фирме „REAL Records“, которая принадлежит каналу ОРТ. Вот они-то нас немного с фильмом и пригнули. Хотя результат нам понравился».
Альбом издан на компакт-дисках и магнитофонных кассетах. Мультимедийное приложение CD включает клип «Осенняя», режиссёр — Василий Бледнов, 2003. Другая версия была смонтирована на основе кадров из сериала «Ледниковый период».
«Ты не один» был включён в сборник «Дорожные песни страны», посвящённый 10 летнему юбилею «Авторадио».

## Список композиций
1. Церковь без крестов — 4:11
2. Ты не один — 4:19
3. Белая ночь I — 5:24
4. Белая река — 5:05
5. Метель — 6:37
6. Расстреляли рассветами — 5:18
7. Донести синь — 3:43
8. Свечи («Я зажег в церквах все свечи») — 3:54
9. Осенняя — 4:56
10. Белая ночь II — 6:53

## Участники записи
- Юрий Шевчук — вокал, акустическая гитара
- Константин Шумайлов — клавиши, семплеры, бэк-вокал
- Павел Борисов — бас-гитара
- Игорь Доценко — барабаны, перкуссия
- Иван Васильев — труба (2, 4, 9)
- Михаил Чернов — саксофон (2)
- Александр Бровко — гитара

## Критика
Качество звукозаписи, по мнению большого количества слушателей, во многом уступает работам «ДДТ» 1990-х годов и переняла все их недостатки и, особенно, «Единочества» 2000-х, даже преумножив негатив. Гитарная составляющая, духовые, то есть живая музыка, оттеснены на задний план вокалом и программированием. Переигрывание и перепевание некоторых хитов и баллад не пошло им на пользу.
Песня «Белая река» потеряла свою энергетику и заряд благодаря замещению 12-ти струнной и риффовой гитар, а также слайд-соло оригинала синтезатором, голосом, барабанами и трубой, обретая лубочное очертание. «Белая ночь» стала напоминать дворовое исполнение под гитару и аккордеон. В «Метели» также явно доминирует вокал, что опять походит на бард-рок. «Расстреляли рассветами» похожа на недоделанную демо-версию. «Донести синь» без баса с фуззом доносит до слушателя акустическую гитару и голос Шевчука — подлинный классический состав группы. «Свечи» не имеют ничего общего с «Я зажег в церквах все свечи», заняв место гитар, которые делали этот номер ярким, игрой на гармони, гремящими барабанами и громким голосом. «Осенняя» стала черновиком из «Единочества». «Ты не один» и «Церковь без крестов» превратились в ремиксы.